# Western Union (pel·lícula)
Western Union és una pel·lícula estatunidenca de western del 1941 dirigida per Fritz Lang i protagonitzada per Robert Young, Randolph Scott i Dean Jagger. Filmada en Technicolor a Arizona i Utah, a Western Union Scott interpreta un proscrit reformat que intenta fer el bé unint-se a l'equip de cablejat de les Grans Planures per al servei de telègraf l'any 1861. Els conflictes sorgeixen entre l'home i la seva antiga banda, així com entre l'equip que encadena els cables i els nadius americans per la terra dels quals han de funcionar noves línies. En aquest sentit, la pel·lícula no és històricament precisa; Edward Creighton era conegut pel seu tracte honest i humà a les tribus i això va ser recompensat per part dels indis amb la seva confiança i cooperació amb Creighton i els seus treballadors. La instal·lació de cables telegràfics no va rebre cap protesta de ningú.
La pel·lícula està basada en la novel·la Western Union de Zane Grey, tot i que hi ha diferències significatives entre les dues trames.

## Argument
Mentre examinava una línia de telègraf el 1861, l'enginyer de la Western Union Edward Creighton resulta greument ferit en un accident. El descobreix Vance Shaw, un proscrit que fuig d'una banda. Obligat a viatjar a peu després que el seu cavall fos ferit, Shaw al principi es planteja robar el cavall de Creighton, però canvia d'opinió i s'emporta l'home amb ell, salvant-li la vida.
Algun temps després, un cop recuperat, Creighton torna a Omaha, Nebraska i planeja la construcció d'una línia telegràfica des d'Omaha fins a Salt Lake City, Utah. Davant d'una oposició considerable a la línia dels soldats confederats, els indis i els proscrits, Creighton demana l'ajuda de la seva germana Sue, el capatàs Pat Grogan i l'assistent Homer Kettle.
Buscant allunyar-se del seu passat fora de la llei, Shaw arriba a l'oficina de Western Union de Creighton a la recerca de feina honesta i és contractat com a explorador per Grogan, que desconeix el seu passat. Creighton el reconeix entre els homes i li permet quedar-se malgrat les seves sospites. Creighton també contracta el tendre Richard Blake, un enginyer format a Harvard, com a favor al pare de Blake. Shaw i Blake se senten atrets per Sue i competeixen per la seva atenció, però la seva rivalitat romàntica s'interromp quan la construcció de la línia telegràfica comença el 4 de juliol de 1861.
Després de començar els treballs a la línia, un dels homes és assassinat, aparentment per una banda misteriosa d'indis que roben bestiar. Sense estar convençut que els indis tenen la culpa, Shaw surt per investigar i segueix el rastre dels lladres fins al campament de Jack Slade, un antic company, la banda del qual va cometre l'assassinat disfressat d'indi, la banda que Shaw va deixar després del seu darrer robatori al banc. Slade revela que estan treballant perquè la Confederació interrompi Western Union perquè creuen que el servei de telègraf ajudarà la Unió. Shaw marxa i torna a la línia. Sense voler convertir-se en els seus antics amics, Shaw li diu a Creighton que una gran banda d'indis sioux va robar el bestiar i recomana que simplement substitueixin el ramat i no arriscar-se a una baralla amb els indis.
Temps després, té lloc un enfrontament entre homes que treballen a la línia d'avantguarda i una banda d'indis borratxos. Quan un dels indis intenta robar un equip, un Blake nerviós li dispara, ignorant l'ordre de Shaw de mantenir la calma. Quan arriba la notícia que el campament principal està sota l'atac d'altres indis, els homes de la Western Union s'afanyen a ajudar amb la defensa. Al campament principal, els homes de Slade, que tornen a estar disfressats d'indis, roben els cavalls de Western Union. La companyia descobreix l'enginy quan un dels indis ferits resulta ser un home blanc. Obligat a comprar els seus cavalls robats a Slade, Creighton sospita de la implicació de Shaw, sobretot quan admet conèixer la colla.
Aviat arriba l'exèrcit dels Estats Units i anuncia que els indis ara s'han negat a permetre que les línies de telègraf travessin el seu territori en resposta al tiroteig de Blake contra l'indi borratxo. En Creighton, en Shaw i en Blake surten per convèncer al cap Spotted Horse perquè els permeti construir la línia a través del territori indi, tot i que l'home que Blake va ferir era el fill de Spotted Horse. Creighton finalment aconsegueix persuadir els indis perquè els permetin el pas, i el treball continua fins que la companyia s'acosta a Salt Lake City.
Un temps després, en Shaw rep una nota de Jack Slade que vol reunir-se amb ell. De camí per veure en Slade, Shaw és capturat i lligat pels homes d'Slade. Slade diu que el seu grup cremarà el campament de Western Union i no volen que Shaw interfereixi. Després que Slade i els seus homes se'n vagin, en Shaw s'escapa de les seves cordes (utilitzant les brases ardents de la foguera d'Slade), però torna massa tard per evitar el foc. Ajuda a rescatar alguns dels homes de Western Union de les flames i es crema les mans en el procés (o això fa creure a tothom mentre els va cremar a la foguera).
Després de l'incendi, Creighton s'enfronta a Shaw per obtenir una explicació, però Shaw no revela el que sap i és acomiadat per Creighton. Quan Shaw abandona el campament, li diu a Blake que en Slade és en realitat el germà de Shaw i que ell, en Shaw, trobarà la colla d'Slade i evitarà que interfereixin amb el projecte del telègraf. Shaw marxa i troba en Slade i els seus homes en una ciutat propera. A la barberia, Shaw s'enfronta al seu germà, l'arma del qual està oculta sota el llençol del barber. Slade dispara a Shaw a través del llençol. Shaw lluita malgrat la seva ferida, matant alguns dels membres de la banda, i després mor. Blake arriba i continua la lluita amb Slade que mor per les seves ferides. Poc després, es completa la línia de Western Union i els treballadors celebren. Quan la Sue es lamenta de l'absència de Shaw, Creighton li diu que Shaw els pot escoltar.

## Repartiment
- Robert Young - Richard Blake
- Randolph Scott - Vance Shaw
- Dean Jagger - Edward Creighton
- Virginia Gilmore - Sue Creighton
- John Carradine - Doc Murdoch
- Barton MacLane - Jack Slade
- Russell Hicks - Governador
- Slim Summerville - Cookie
- Chill Wills - Homer Kettle
- Victor Kilian - Charlie
- Minor Watson - Pat Grogan
- George Chandler - Herb
- Chief John Big Tree - Cap Spotted Horse
- Chief Thundercloud - Líder indi
- Dick Rich - Porky
- Addison Richards - Capt. Harlow
- Irving Bacon - Joe el barber[4]
- Hank Bell - Treballador del telègraf (sense acreditar)
- Tom London - Sequaç (sense acreditar)
- Charles Middleton - Conductor de diligència (sense acreditar)

## Producció

### Llocs de rodatge
- 20th Century Fox Studios, 10201 Pico Blvd., Century City, Los Angeles, Califòrnia, EUA[5]
- Fredonia (Arizona)
- Johnson Canyon, Paria, the Gap, i Alton a Utah[6]:287

### Banda sonora
- "Gwine to Run All Night" (Stephen Foster) com a música de fons per a la primera escena a Omaha, Nebraska
- "The Little Brown Jug" (Joseph Winner) es va tocar en un saló
- "Bury Me Not on the Lone Prairie" (Tradicional) integrada al llarg de la pel·lícula[7]

## Recepció
A The New York Times, el crític Bosley Crowther va qualificar la pel·lícula d'"entreteniment espectacular a la pantalla" i va aplaudir la capacitat del director Lang per agafar una "ficció ben construïda" i mantenir-la interessant amb "molt d'acció i incident colorit." Descrivint "Western Union" com "una de les millors pel·lícules en color mai vistes", Crowther atribueix l'excel·lent ús del Technicolor a una gran part de l'emoció de la pel·lícula, produint "fotos impressionants d'extensos trams de praderia a través de les quals es veu la colla de la construcció dibuixant el seu petit filferro". Crowther també destaca la "qualitat superior" de les actuacions d'actuació a Western Union:
| « | Randolph Scott, que cada cop s'assembla i actua més com a William S. Hart, configura un dels personatges més veritables i apreciables de la seva carrera com a explorador del grup. Dean Jagger és l'enginyer en cap genial i decidit de la banda de filferro, un retrat de l'autèntic Edward Creighton que fa justícia digna a aquest senyor. I Robert Young com a "tipus de l'Est", Slim Summerville com a cuiner aterrit, Chill Wills com a guardavia i Virginia Gilmore com a "interés amorós" discret són només quatre d'un repartiment excel·lent en general. | » |

## Conservació
L'Academy Film Archive va conservar Western Union l'any 2000.